# Wehnerbauer

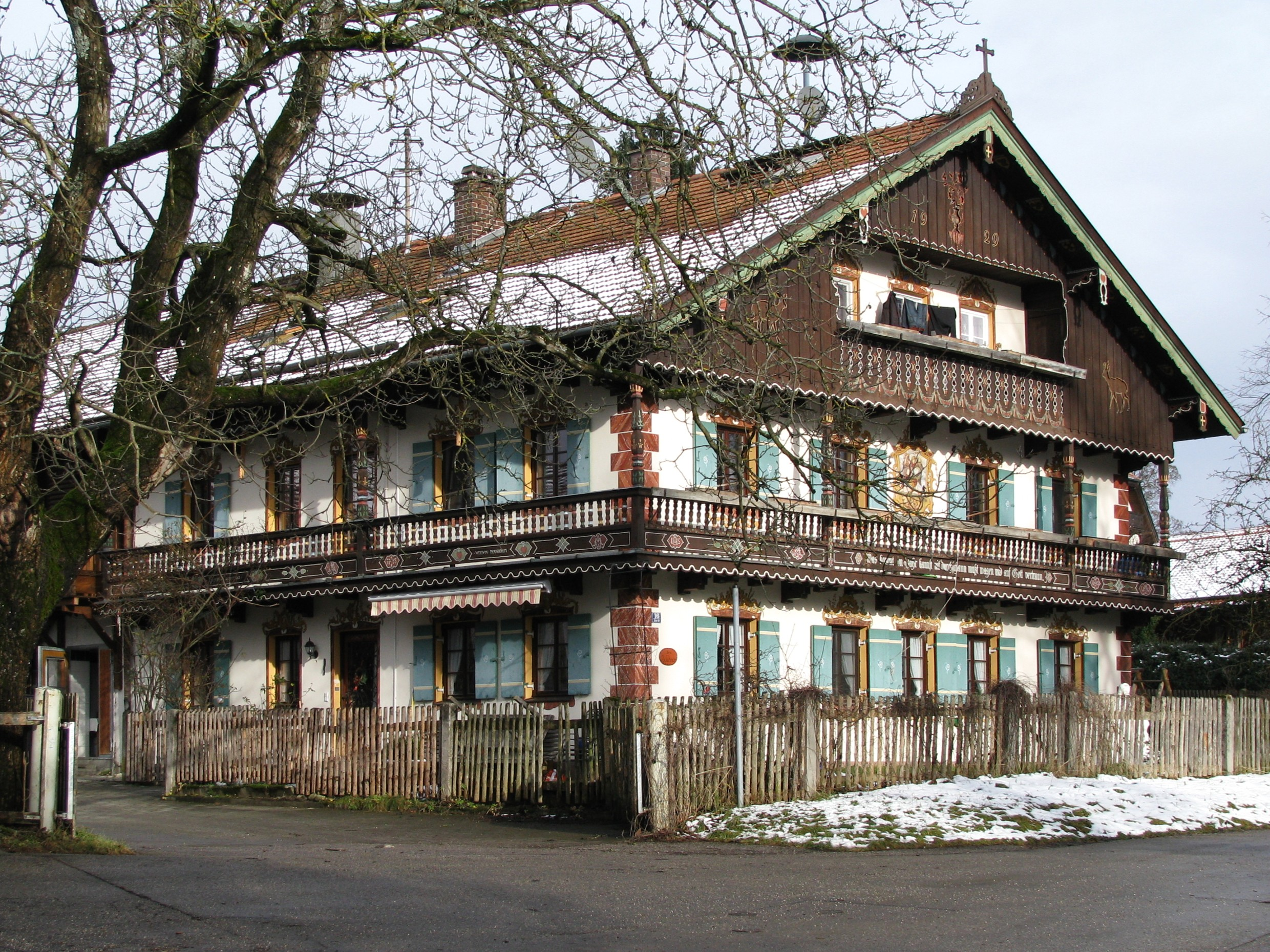
Der Wehnerbauer in Zell

Der Wehnerbauer, auch Wehnerhof genannt, ist ein 1929 erbauter Hakenhof im Ortsteil Zell der Gemeinde Schäftlarn. Das Gebäude steht unter Denkmalschutz. Es wird heute noch als Bauernhof mit Viehhaltung genutzt.

## Lage

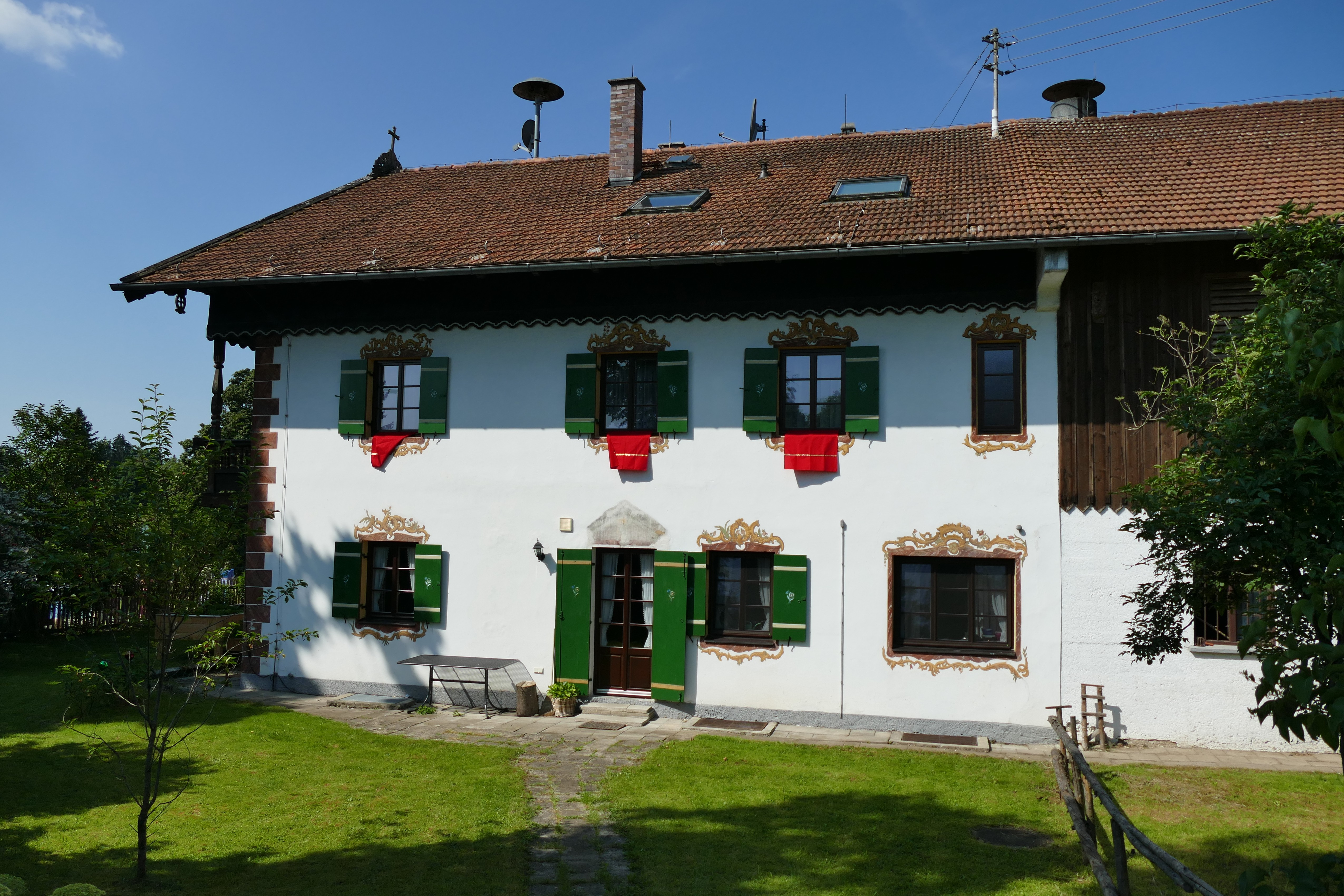
Blick auf den Wehnerhof von der Zeller Straße. Er ist für die vorbeiziehende Fronleichnamsprozession 2025 geschmückt.

Der Hof liegt an der Zeller Straße 16, an der Abzweigung der Rößlstraße.

## Beschreibung
Das Gebäude im Heimatstil ist ein Massivbau mit zwei Geschossen und verfügt über eine Laube und Hochlaube und ist reich verziert durch Bemalungen und Aussägearbeiten. Am auffallendsten ist der Sinnspruch, der an der vorderen Fassade in den Balkon gesägt ist: „Was kommt im Jahr kannst nit durchschaun mußt wagen und auf Gott vertraun“. Unter dem Giebel ist die Jahreszahl 1929 zu lesen.